# دميترو كرمين
دميترو دميتروفيتش كرمين (بالأوكرانية: Дмитро Дмитрович Кремінь)‏؛ (21 أغسطس 1953- 25 مايو 2019) هو شاعر وصحفي ومترجم وباحث أوكراني، حاصل على جائزة تاراس شيفتشينكو الوطنية للأدب في عام 1999، عن كتابه Pectoral.

## سيرته
ولد دميترو في 21 أغسطس 1953 في قرية سها في منطقة إرشافا في روثينيا، أوكرانيا.  تخرج في فقه اللغة من جامعة أوجهورود الوطنية عام 1975، بعد تخرجه ذهب للعمل في مدينة كازانكا في منطقة ميكولايفا كمدرس للغة الروسية وآدابها، ثم في اللغة الأوكرانية وآدابها، وعمل في صحيفة منطقة كازانكا. وفي عام 1979 انتقل مع زوجته وابنه تاراس البالغ من العمر عامًا واحدًا إلى مدينة ميكولايف، وشغل فيها منصب أستاذ لقسم الأدب الأوكراني في معهد VGBelinskii الوطني التربوي لميكولايف (1979-1981).

## الجوائز
- جائزة فاسيل تشوماك الأوكرانية الوطنية للأدب (1987)
- جائزة ميكولا أركاس الثقافية (1994)
- جائزة تاراس شيفتشينكو الوطنية للأدب (1999)
- ترشيح مواطن العام في الفنون (ميكولايف، 1999)
- دبلوم البرلمان الأوكراني (2010)
- جائزة فولوديمير سفيدزينسكي الأوكرانية الوطنية للأدب (2011)
- جائزة زوريسلاف الأوكرانية الوطنية للأدب (2013)
- جائزة فولوديمير سوسيورا الأوكرانية الوطنية للأدب (2013)
- جائزة ليونيد فيشيسلافسكي الأوكرانية الوطنية للأدب (2013)
- جائزة إيفان كوشيليفتس الأدبية الدولية (2014)
- تكريم عامل الفنون بأوكرانيا (2016)